# Заволзький район
Заволзький район (рос. Заволжский район) — муніципальний район у складі Івановської області Російської Федерації.
Адміністративний центр — місто Заволзьк.

## Географія
Є єдиним районом області, повністю розташованим на північ від Волги. Межує річкою на півдні з районами Іванівської області: Приволзьким, Вичугським, Кінешемським і з містом Кінешма. На сході проходить сухопутний кордон із Кінешемським районом, а на півночі та заході - з Костромською областю.

## Історія
Заволзький район було утворено Указом Президії Верховної Ради РРФСР 29 серпня 1958 року з частини території Кінешемського і ліквідованого Наволокського району за винятком Наволокської і Тарасихинської сільрад, розташованих на лівому березі Волги. До району увійшли такі сільради: Білоногівська, Воздвиженська, Дмитрівська, Єсиплівська, Івашівська, Колшівська, Корнилівська, Новлянська, Чеганівська, Шибанівська, Шеломівська. 
1 лютого 1963 року район ліквідували, його територія увійшла до Кінешемського сільського району, за винятком міста Заволзьк і селищ міського типу Долматовського і Зарічного, переданих в адміністративне підпорядкування Кінешемській міськраді.
9 жовтня 1968 року утворено Заволзький район у складі міста Заволзьк, робітничих селищ Долматовський і Зарічний, Білоногівської, Воздвиженської, Дмитрівської, Єсиплівської, Колшевської, Корнилівської, Новлянської, Чеганівської, Шеломівської, Шибанівської сільрад, які раніше входили в Кінешемський район. 
18 грудня 1970 року утворено Жажлевську сільраду за рахунок розукрупнення Шеломівської сільради. 12 серпня 1974 року Дмитрівську сільраду перейменовано на Гольцовську. 
У грудні 1975 року скасовано Білоногівську сільраду.
Рішенням Заволзької районної Ради Іванівської області від 29.07.1997 № 38 затверджено "Статут муніципального утворення "Заволзький район Іванівської області".
У 2005 році в рамках організації місцевого самоврядування був утворений муніципальний район.

## Населення
| 1959    | 1970    | 1979    | 1989    | 2002    | 2009    | 2010    |
| ------- | ------- | ------- | ------- | ------- | ------- | ------- |
| 41 983  | ↘38 330 | ↘33 702 | ↘28 627 | ↘22 039 | ↘18 201 | ↗18 468 |
| 2011    | 2012    | 2013    | 2014    | 2015    | 2016    | 2017    |
| ↘18 399 | ↘17 882 | ↘17 477 | ↘16 937 | ↘16 446 | ↘15 963 | ↘15 482 |
| 2018    | 2019    | 2020    | 2021    |         |         |         |
| ↘15 046 | ↘14 553 | ↘14 193 | ↘13 949 |         |         |         |